# 城南西
城南西（じょうなんにし）は、大分県大分市の地名。現行行政地名は城南西一丁目及び城南西二丁目。住居表示実施済区域。

## 地理
大分市の西部に位置し、東に城南南、南東に竹の上、南・西・北に大字荏隈、北東に城南北と接している。

## 歴史

### 沿革
- 2022年（令和4年）1月8日 - 住居表示を実施に伴い、大字永興の一部（通称:城南西町）から、城南西一丁目及び城南西二丁目[5]。

### 町名の変遷
| 実施後       | 実施年月日              | 実施前（各町名ともその一部、公称のみ） |
| ------------ | ----------------------- | -------------------------------------- |
| 城南西一丁目 | 2022年（令和4年）1月8日 | 大字永興（一部）                       |
| 城南西二丁目 | 2022年（令和4年）1月8日 | 大字永興（一部）                       |

## 世帯数と人口
2022年（令和4年）3月31日現在（大分市発表）の世帯数と人口は以下の通りである。
| 丁目         | 世帯数  | 人口  |
| ------------ | ------- | ----- |
| 城南西一丁目 | 213世帯 | 383人 |
| 城南西二丁目 | 72世帯  | 147人 |
| 計           | 285世帯 | 530人 |

## 学区
市立小・中学校に通う場合、学区は以下の通りとなる（2022年4月時点）。
| 丁目         | 番・番地等 | 小学校             | 中学校             |
| ------------ | ---------- | ------------------ | ------------------ |
| 城南西一丁目 | 全域       | 大分市立城南小学校 | 大分市立城南中学校 |
| 城南西二丁目 | 全域       | 大分市立城南小学校 | 大分市立城南中学校 |

## その他

### 日本郵便
- 郵便番号 : 870-0826[2]（集配局 : 大分中央郵便局[7]）。